# Detlev Bronk
Pour les articles homonymes, voir Bronk.
Le docteur Detlev Wulf Bronk, né à New York le 13 août 1897 et mort le 17 novembre 1975, a été président de l'Académie des sciences américaine (NAS) de 1950 à 1962.
Il sert dans l’aviation américaine durant la Première Guerre mondiale avant de décrocher en 1926 à l’université du Michigan, un doctorat en physique et physiologie. Jusqu’en 1946, il occupe d’importantes fonctions dans le milieu médical, principalement en matière de neurologie.
En 1946, Bronk est nommé président du United States National Research Council (NRC), organisation créée par la NAS.
Sa carrière se poursuivit en 1953 où il préside l’Institut Rockefeller pour la recherche médicale (aujourd’hui université Rockefeller) et en 1954 où il préside le NRC. En 1962, il quitte la présidence du NAS et du NRC. Il meurt le 17 novembre 1975 à l'âge de 78 ans.